# Elias Hayum

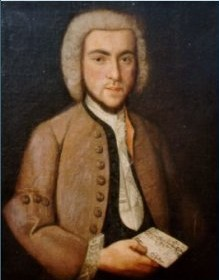
Elias Hayum (Mayer), Hof- und Milizfaktor um 1735

Elias Hayum (auch Elias Mayer; geb. 1709 in Pfersee (heute ein Stadtteil von Augsburg); gest. 26. Mai 1766 in Mannheim) war Hofjude und Händler in Stuttgart (erwähnt ab 1734), kurfürstlich pfälzischer Hof- und Milizfaktor zu Mannheim (ab 1740), pfälzisch-Zweibrücker Hof- und Milizfaktor (1760), Erster Vorsteher der israelitischen Gemeinde zu Mannheim (ab 1747) und Stifter der Elias-Hayum-Klaus (1766).

## Familie
Elias Hayum, seiner Herkunft nach auch Elias Bingen oder Elias Stuttgart genannt, war der Sohn des Hayum Elias Bingen (ca. 1680–1768) aus Pfersee und der Kela geb. Ulmo. Er entstammte einer alten Rabbiner-Familie. Sein Großvater Joseph Elias (ca. 1645–1701) war noch in Krakau geboren und um 1690 als Rabbiner nach Bingen gekommen. 
Hayum heiratete 1733 in Stuttgart Judle Schloß (* um 1710 in Stuttgart; † 1765 in Mannheim), die Tochter des Stuttgarter Händlers und Hoffaktors Marx Nathan, genannt Mardochai Schloß. Er ist Stammvater der Mannheimer Fabrikanten- und Bankiers-Familie Mayer und Vater des Elias Mayer.

## Leben
Elias Hayum kam aus seinem Geburtsort Pfersee, heute ein Stadtteil von Augsburg, nach Stuttgart, wo er sich unter dem Schutz des Herzogs Karl Alexander von Württemberg mit ausschließlicher Erlaubnis, in Stuttgart zu wohnen, für einige Jahre unter dem Namen Elias Bing aufhielt. Der früheste Hinweis stammt aus Anfang 1734, als der spätere Sekretär des Joseph Süß Oppenheimer, der in Neckarsulm wohnberechtigte Nathan Marum, zu Elias Hayum nach Stuttgart kam, um einen alten Geldstreit mit ihm zu erledigen. Dort wurde er auch 1736 und 1737 als Händler für „Wachslichter und Nachtstöcke“ erwähnt.
Hayum muss bereits zu dieser Zeit ein bedeutender Kaufmann bzw. Händler gewesen sein, hatte er doch schon Handelsbeziehungen nach Wien, stand zudem in sehr enger Geschäftsbeziehung zu Joseph Süß Oppenheimer, dem späteren Geheimen Finanzrat des Herzogs, und war für diesen ein wichtiger Sublieferant für Gold und Silber für die Stuttgarter Münze. Süß bot ihm wohl deshalb auch 1736, d. h. vor seinem politischen Sturz, die Verpachtung der Münze an, wozu es allerdings nicht mehr kam. Auch als Unterlieferant für Armeelieferungen (u. a. auch für Heu) stand Elias während des Feldzuges 1735 mit Süß in Geschäftsbeziehung.

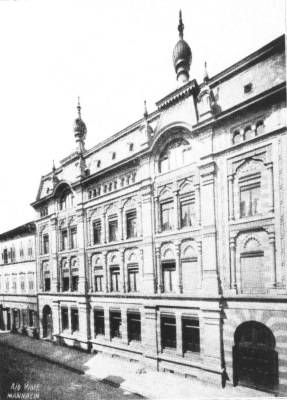
Die Mannheimer Lemle-Moses-Klausynagoge um das Jahr 1900

Während des Prozesses gegen Süß Oppenheimer und der Verfolgung der Stuttgarter Juden kam auch Elias Hayum am 23. März 1737 in Haft, wurde aber – nach Intervention seiner Ehefrau am 4. April – gegen Zahlung einer Kaution von 10.000 fl bereits am 13. April 1737 freigelassen, was ihn somit als relativ „unbelastet“ auszeichnet. Allerdings stand er seitdem unter Stadtarrest. Im Juni 1737 wurde er beschuldigt, den Gochsheimer Juden Baruch illegal seit etwa fünf Tagen in seinem Haus zu beherbergen, weshalb beide in der Stuttgarter Hauptwache eingesperrt wurden. Elias Hayum kam jedoch bald wieder frei. Da er aber noch immer unter Stadtarrest stand, bat er im September 1737 offiziell um die Erlaubnis, zu den Feierlichkeiten des jüdischen Neujahrsfestes nach Pfersee in sein Elternhaus entlassen zu werden. Am 24. April 1738 – also erst nach Oppenheimers Hinrichtung am 4. Februar 1738 – bat Hayum um die Freigabe seiner vor einem halben Jahr geleisteten Kaution, was er mit wirtschaftlichen Schwierigkeiten begründete, doch anscheinend ohne Erfolg, da noch 1740 „in Arrest belegte Activa des Hofjuden Hayum“ in den Süß-Prozessakten erwähnt wurden.
Nach Süß Oppenheimers Hinrichtung wurden entsprechend den Verfügungen von 1739 und 1740 die meisten Juden aus Stuttgart vertrieben. So musste auch Elias Hayum seine Wahlheimat bald verlassen und zog nach Mannheim, wo er in späteren Urkunden entsprechend seiner Herkunft auch als Elie Stutgard genannt wurde. In Mannheim wurde er bereits im Jahre 1740 erstmals als „Churpfälz. Hof-Factor Jude Elias Hayum“ erwähnt, als er das Haus Nr. 5 im Quadrat D6 kaufte. 

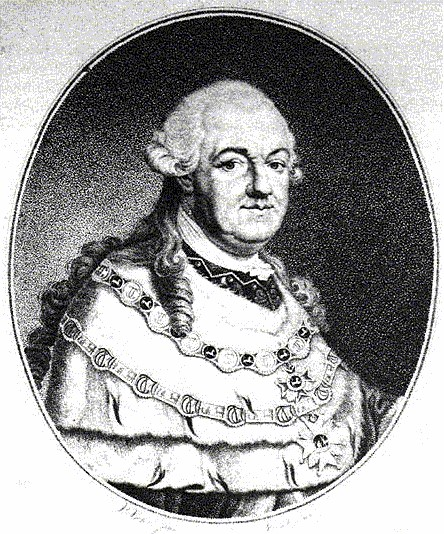
Karl Theodor, Kurfürst von der Pfalz und Bayern (1724–1799)

Seit 1747 war er Vorsteher der israelitischen Gemeinde zu Mannheim. Später (1751) kaufte sich der „Schutzjude Elias Hayum“ für 3850 fl noch das Haus Nr. 19/20 im Quadrat G2. In seiner Funktion als Gemeindevorsteher sicherte er durch persönlichen Einsatz und Übernahme einer Schuldforderung 1758 den Fortbestand der 1708 erbauten Lemle-Moses-Klaus, einem Lehrhaus für Tora- und Talmud-Studien mit angeschlossener Synagoge. Im Jahre 1760 wurde er auch als pfälzisch Zweibrücker Hof- und Milizfaktor erwähnt.
Unter Ausnutzung seines hohen Ansehens am Fürstenhof und innerhalb seiner eigenen Gemeinde sicherte Elias Hayum den Schutz der Mannheimer jüdischen Gemeinde noch kurz vor seinem Tod 1766 durch den Kauf einer Konzession vom Kurfürsten Karl Theodor zum Bau einer später nach ihm benannten Klaus, im Volksmund auch nach seiner Herkunft einfach „Stuttgarter Schule“ genannt, die bis 1880 bestand, und durch testamentarische Stiftung von 24.000 fl mit der Maßgabe, von deren Zinsen „seine zehn Klaus-Rabbiner zu besolden, arme Mädchen aus der Verwandtschaft oder sonst Berechtigte auszusteuern und Unterstützungen an arme Verwandte zu gewähren“.